# 台灣關西八景
台灣關西八景源自於1964年關西陶社所著作的8首《關西八景詩》，其詩名如下:《帽盒翔蝙》、《馬武連峰》、《潮音聽鐘》、《南橋踏月》、《文祠遠眺》、《天峰曉望》、《彩鳳啣書》、《澄潭垂釣》。

## 現況
是指台灣新竹縣關西鎮的著名景點，現存的景點分別是
- 馬武督探索森林 ：（原名為錦仙森林世界 ）位於鳥嘴山區內，面積四百餘公頃，有廣大的森林、瀑布及神木等景點嗎，為《馬武連峰》所表達的景色。
- 東安古橋：古名彩鳳橋，建於1927年的古橋，跨越牛欄河，附近已建為親水公園。(原《南橋踏月》所表達景色地點為南山大橋與所跨越的鳳山溪。[1])

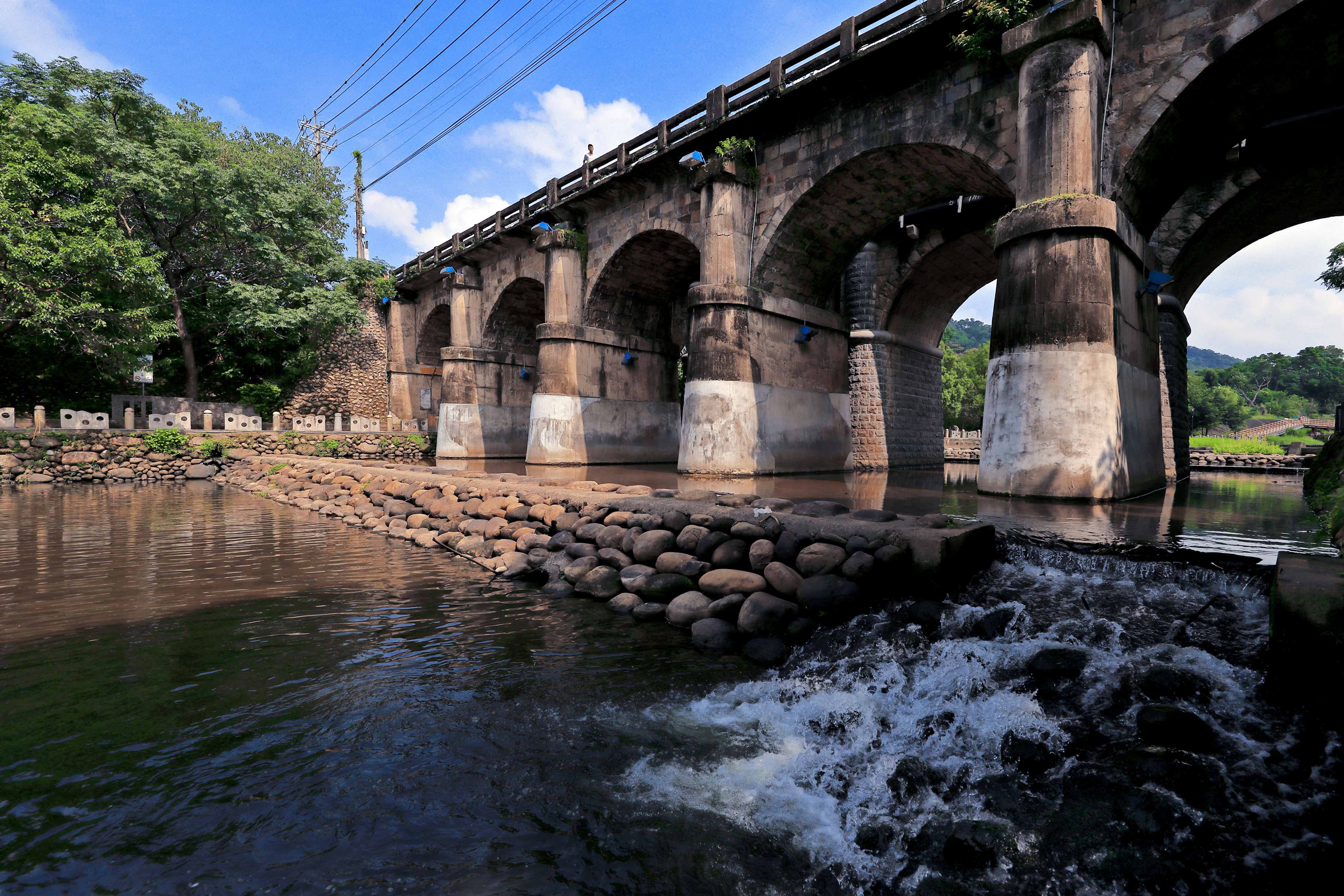
東安古橋

- 石牛坑森林景觀休閒區：園內有大片杉木林，野生動物繁多，並有日治時期留下載木頭的木馬道，為《馬武連峰》所表達的景色。
- 關西蝙蝠洞(六畜古道):，帽盆山下的石灰石岩洞，每到傍晚時分，蝙蝠群飛出洞外覓食，為《帽盒翔蝙》所描寫的景色，現因水泥開採、自然崩塌等因素導致洞口封閉。
- 關西潮音禪寺:《潮音聽鐘》所描述的情景。
- 關西鎮圖書館、關西文昌祠:從門口看去的遠景即為《文祠遠眺》。

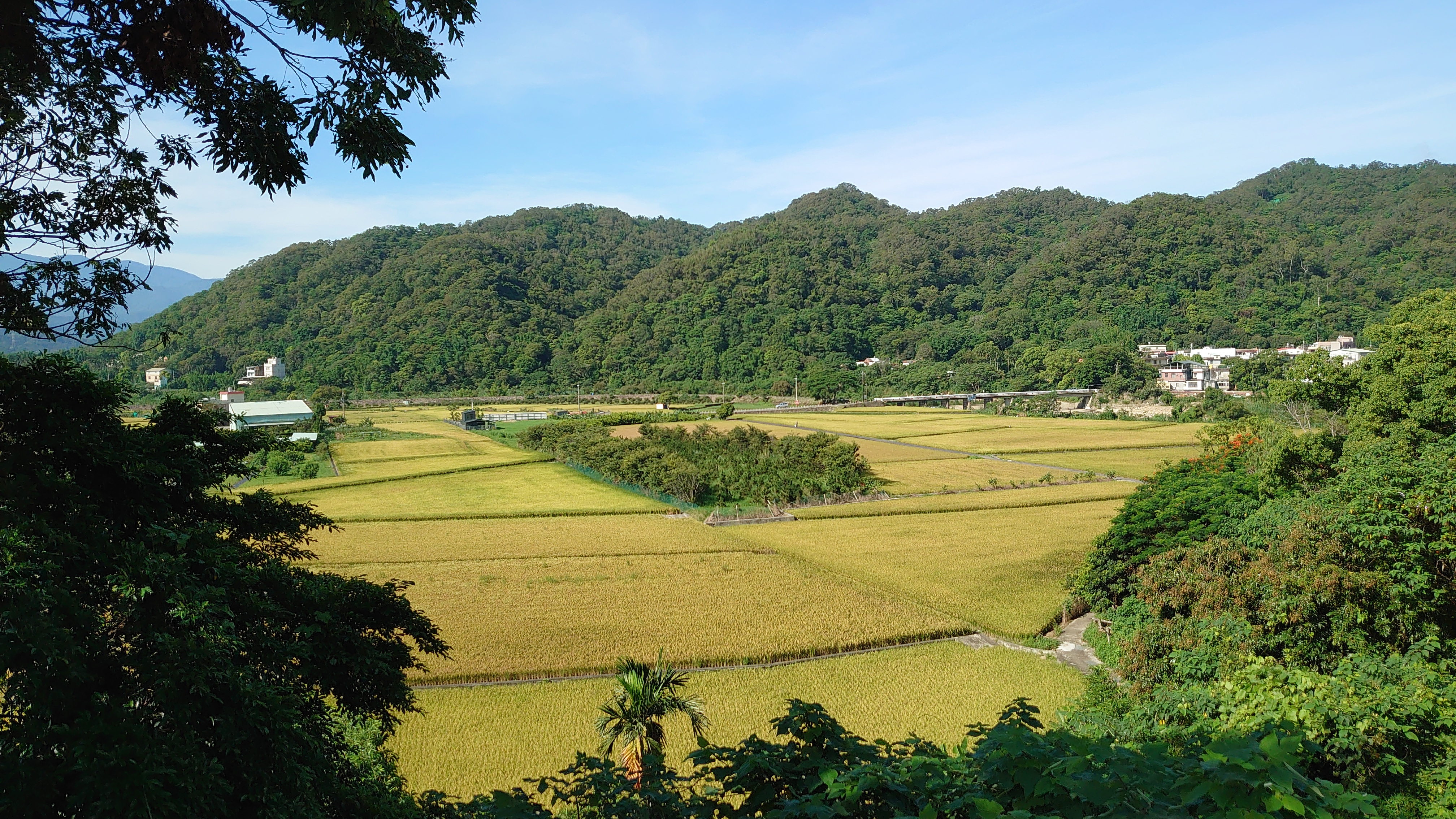
文祠遠眺之景

- 鳥嘴山：《彩鳳啣書》即是鳥嘴山雲霧繚繞之景，形狀像一隻彩鳳，更是東安橋舊名的由來。

## 外部連結
- 馬武督探索森林 （页面存档备份，存于）

1. 1 2  ,   [2022-11-12], （原始内容存档于2022-11-13） （中文（中国大陆））
2. ↑  劉金花. . 2015  [2020-10-24]. （原始内容存档于2020-10-27）.